# Campeonato Rondoniense de Futebol de 2010
O Campeonato Rondoniense de Futebol de 2010 foi a 69.ª edição e vigésima profissional do estadual de Rondônia. Teve início em 6 de março e término em 5 de junho.

## Sistema de disputa
Os  oito clubes  jogam em turno e returno, todos contra todos. Os quatro melhores vão as semifinais e o clube que terminar em último lugar na classificação final da primeira fase, será rebaixado à Segunda Divisão. As semifinais também é em ida e volta, que vai apontar os finalistas do torneio. A final será em duas partidas, com o clube de melhor campanha tendo a vantagem de jogar por resultados iguais. Apenas o campeão terá o direito de disputar a Copa do Brasil de 2011.

### Critérios de desempate
Caso haja empate de pontos entre dois clubes, os critérios de desempates serão aplicados na seguinte ordem:
1. Maior número de vitórias
2. Maior saldo de gols
3. Maior número de gols pró (marcados)
4. Confronto direto
5. Maior saldo de gols no confronto direto
6. Sorteio na FFER